# Önder Turacı
Önder Özden Turacı (* 14. Juli 1981 in Lüttich) ist ein ehemaliger Fußballspieler mit türkischer und belgischer Staatsangehörigkeit.

## Karriere

### Verein
Im Alter von sechs Jahren wechselte er vom RFC Tilleur in der Jugendabteilung von Standard Lüttich. Dort durchlief er mehrere Jugendteams und spielte anschließend auf Leihbasis für einige unterklassige Vereine, darunter CS Visé. Von 2000 bis 2002 war er an R.A.A. La Louvière ausgeliehen und konnte dort auf sich aufmerksam machen. Nach 49 Einsätzen für den Verein kehrte er zur Saison 2002/03 zu Standard zurück. Er konnte sich einen Stammplatz als rechter Verteidiger erobern und lief in der Liga 27 Mal von Beginn an auf.
2004 wechselte Önder nach einer erfolgreichen Saison bei Standard Lüttich für 1,7 Millionen Euro zu Fenerbahçe Istanbul und unterschrieb beim neuen türkischen Meister einen Vierjahresvertrag.
Nachdem Önder im Sommer 2010 Fenerbahçe verlassen hatte, spielte er der Reihe nach für die Vereine Kayserispor, Göztepe Izmir und Sarıyer SK. Im Frühjahr 2010 wechselte er zum Zweitligisten Şanlıurfaspor.
Im Sommer 2014 wechselte er innerhalb der Liga zum Absteiger Antalyaspor. Ohne eine Pflichtspielpartie absolviert zu haben, verließ er Ende Januar 2015 diesen Verein vorzeitig. In der Winterpause 2015/16 schloss sich Turaci dem KSK Hasselt an und sechs Monate später ging er zum RFC Seraing. Dort beendete der Abwehrspieler im Sommer 2017 seine Karriere.

### Nationalmannschaft
Önder, der in Belgien als Sohn türkischer Eltern geboren wurde, absolvierte 14 Einsätze in der belgischen U-21. Im Sommer 2004 wurde er für einige Freundschaftsspiele in den 28-köpfigen türkischen Kader berufen. Nach anhaltenden Auseinandersetzungen mit der FIFA um seinen Wunsch doch für die A-Nationalmannschaft der Türkei auflaufen zu wollen, entschied sich Önder im Januar 2007 für Belgien zu spielen, um an internationalen Turnieren teilnehmen zu können. Er besitzt sowohl die belgische als auch die türkische Staatsbürgerschaft. Seine Einsätze in der belgischen U-21-Auswahl versperrten ihm mehrere Jahre den Weg in die türkische Nationalmannschaft, da nach damaligen FIFA-Statuten ein Jugendspieler sich vor seinem 21. Lebensjahr verbindlich für eine Landesauswahl entscheiden musste. Nach der Aufhebung dieser Regelung Mitte 2009 kam er in der Qualifikation zur Weltmeisterschaft 2010 zu drei Einsätzen.